# あそぼうよ
『あそぼうよ』は、日本の楽曲。作詞：岩谷時子、作曲：いずみたく、歌：ピンキーとキラーズ。

## 概要
1969年6月、NHKの『みんなのうた』で紹介。前年（1968年）大ヒットを飛ばした『恋の季節』の「岩谷・いずみ・ピンキーとキラーズ」トリオによる楽曲で、隣に引っ越して来た「お兄ちゃん」を慕い、「あそぼうよ」と誘う少女の様子を歌った。ピンキーとキラーズ唯一の『みんなのうた』出演曲（今陽子ソロでは1973年放送の『シング』がある）。映像は常連・久里洋二製作によるアニメ。放送は2番の第3フレーズを繰り返して歌った。
1969年9月発売の2枚組LP『ピンキラ・ダブル・デラックス』のSide Aに収録された。また、当時ピンキーとキラーズがキングレコード所属であったため、キングから発売された『みんなのうた』関連LPやCDには、ピンキーとキラーズの歌で収録されている。
しかし長きにわたって再放送はされなかったが、「みんなのうた発掘プロジェクト」で音声が提供され、2016年6月にラジオのみで47年ぶりに再放送された。

## エピソード
2012年2月10日にNHKラジオ第1放送で放送された『みんなのうたリクエスト大全集』（第一夜）で、本曲が聴視者からリクエストされたが、当時NHKには映像や音声が無いために放送出来なかった。

## その他
LPやCDに収録されている曲は放送とほぼ同じだが、2・3番（繰り返し分）にインストルメンタルによる間奏が入り、最後の部分「ああ恥ずかしかった」は2回繰り返した。